# Jonas Lie (forfatter)
 Der er flere personer med dette navn, se Jonas Lie.
Jonas Lie (6. november 1833 – 5. juni 1908) var en norsk forfatter, der blev kaldt "hjemmets digter" og er sammen med Bjørnstjerne Bjørnson, Alexander Kielland og Henrik Ibsen kendt som en af "de fire store" forfattere fra den norske realisme.
Han var embedsmandssøn og voksede op i Hokksund og i Tromsø fra han var fem år gammel. I 1846 blev Jonas sendt til Fredriksvern for at uddanne sig til flådeofficer, men måtte afbryde studiet, fordi han var nærsynet. Han tog en juridisk embedseksamen i 1858 og giftede sig med sin kusine Thomasine Lie i 1859. Parret fik fem børn, hvoraf to døde unge. Jonas mødte Bjørnstjerne Bjørnson på Heltbergs studentfabrikk, og de blev nære venner. Han slog sig ned som sagfører på Kongsvinger, men spekulerede i trælast og fik store økonomiske problemer. Han var forlægger og skrev digte. Men det var først da han flyttede til Kristiania (nu Oslo) at han begyndte at skrive for alvor. Lie var en mystiker og troede på hemmelighedsfulde kræfter i menneskesindet. Jonas og Thomasine boede mange år i Tyskland og i Paris (1882–1906). De flyttede tilbage til Norge i 1906. Han boede i Oslo i 3 år, hvor han skrev 23 noveller som aldrig blev udgivet.
22. juli 1906 flyttede Thomasine og Jonas Lie ind i et hus i Stavern. Det fik navnet Elisenfryd efter et landsted som Lies bestefar havde i Trøndelag.
Han var onkel til forfatteren Bernt Lie, far til forfatteren Erik Lie. Han må ikke forveksles med barnebarnet med samme navn, Jonas Lie, nazistisk politiminister under anden verdenskrig.

## Værker
Lie udmærkede sig først og fremmest som romanforfatter og var nyskabende både tematisk som formmæssigt. Frem for alt var han sømandslivets digter i norsk litteratur, og desuden indførte han den impressionistiske stil, som fx findes i mesterværket «Familien på Gilje» (1883).
Af sømandslivsfortællinger kan nævnes «Lodsen og hans hustru» (1874) samt «Gaa Paa!» (1882). Han skrev desuden socialt radikale familieromaner, hvor han satte «problemer under debat», som for eksempel kvindens stilling («Familien på Gilje» (1883) samt «Kommandørens døtre» (1886)).
Ubevidste kræfter, drifter, psykologisk dybdeboring samt det mystiske («Onde Magter» 1890 samt «Trold» 1891–1892) optog ham også.
Lie var en mangfoldig forfatter, liberal og moderne, men også stærkt traditionsbunden.

## Udmærkelser
Kongen Oscar II tildelte 21. januar 1904 Lie Storkors af St. Olavs Orden «for udmærket virksomhed som digter».
Mange veje er opkaldt efter Jonas Lie.
I Norge findes Jonas Lies vei i Bergen, Dammen, Larvik, Tønsberg og Kongsberg. Jonas Lies gate i Lillestrøm, Tromsø, Stavanger, Skien og Sandnes.
I Tyskland findes Jonas-Lies-Straße i Brankenfelde og Berlin.
I Danmark findes Jonas Lies vej i Sulsted og i Søborg.